# Theodor Molien
Theodor Georg Andreas Molien (russe : Фёдор Эдуардович Молин ; 10 septembre [29 août dans le calendrier julien] 1861 à Riga – 25 décembre 1941 à Tomsk) est un mathématicien russe d'origine germano-balte. Il naît à Riga, en Lettonie, qui à l'époque fait partie de l'Empire russe. Molien est connu pour son travail sur les algèbres associatives et les invariants polynomiaux de groupes finis.

## Biographie

### Jeunesse à Riga
Le père de Theodor Molien, Eduard Molien, est professeur au Gymnasium du gouvernorat de Riga. Theodor entre dans ce lycée en 1872 et en sort diplômé en 1879.

### Études et travail à Dorpat
En janvier 1880, Molien entre à la faculté de physique et de mathématiques de l'université de Dorpat (aujourd'hui université de Tartu), où il étudie l'astronomie. Pour payer ses études, sa famille emménage également à Dorpat (aujourd'hui Tartu). En octobre 1883, le conseil de l'université lui décerne le diplôme de candidat en astronomie. Son mémoire, intitulé Bahn des Cometen 1880 III, est publiée dans le numéro 2510 des Astronomische Nachrichten. Ses travaux ultérieurs sont encadrés par le directeur de la chaire de mathématiques appliquées de l'université de Dorpat, Anders Lindstedt. Dans un rapport à la faculté de physique et de mathématiques de l'université de Dorpat, Lindstedt indique que Molien possède « un talent scientifique incontestablement hors du commun » (unzweifelhaft ungewöhnliche wissenschaftliche Begabung).
À l'automne 1883, dans le cadre de ses études, Molien est envoyé à Leipzig pour trois semestres. Il y suit des cours de Felix Klein sur différents domaines des mathématiques et participe à son séminaire. Il assiste également aux cours de Carl Neumann, Eduard Study, Wilhelm Killing et Georg Scheffers. À ce moment-là, Klein s'intéresse à des problèmes profonds d'algèbre et d'analyse complexe. Suivant sa suggestion, Molien commence à étudier les transformations linéaires de fonctions elliptiques. Il soumet les résultats qu'il obtient à la faculté de physique et de mathématiques de l'université de Dorpat sous forme d'un mémoire de maîtrise intitulé Ueber die lineare Transformation der elliptischen Functionen. Au printemps 1885, Molien réussit les examens de maîtrise et, après avoir soutenu à l'automne 1885, il obtint le diplôme de maître ès mathématiques. En novembre 1885, il devient professeur à l'université de Dorpat, un poste qu'il occupe pendant quinze ans.
Molien passe les étés 1886, 1888 et 1889 (pendant lesquels il n'a pas d'enseignements) dans plusieurs universités allemandes. Ses intérêts se concentrent sur les nombres dits « complexes supérieurs » (aujourd'hui appelés nombres hypercomplexes). Ses études ont abouti à son article « Über Systeme höherer komplexer Zahlen » (« Sur les systèmes de nombres complexes supérieurs »), publié en 1891 dans les Mathematische Annalen.
Le 30 septembre 1892, Molien soutient sa thèse, également intitulée Über Systeme höherer komplexer Zahlen. Il obtient ainsi le diplôme de docteur en mathématiques pures. L’importance de son travail est reconnue par Georg Frobenius, Sophus Lie et d’autres mathématiciens. L'un des principaux résultats de sa thèse s'énonce en termes modernes de la façon suivante : toute algèbre associative simple sur le corps des nombres complexes est isomorphe à une algèbre de matrices carrées d'un ordre convenable sur le même corps.
Ses travaux scientifiques valent à Molien d'être élu en 1892 membre de la Société mathématique de Moscou. En 1894, il reçoit de la part de mathématiciens français une médaille d'or dédiée au soixante-dixième anniversaire de Charles Hermite. Durant ses années à Dorpat, Molien entretient une correspondance mathématique suivie avec Frobenius et Hurwitz.
Comme l'université de Dorpat n'a qu'une seule chaire de mathématiques pures, Molien est contraint de rester pendant des années dans un poste d'assistant. À ce titre, Molien prépare et donne différents cours magistraux : théorie des fonctions analytiques et elliptiques, géométrie et algèbre modernes, théorie des équations algébriques, théorie des nombres, géométrie projective, théorie des quaternions, histoire des mathématiques et nombre d'autres. C'est lui qui inaugure certains de ces cours dans l’université.
En 1887, les autorités russes décident de changer la langue dans l'enseignement secondaire et supérieur dans les gouvernorats baltes, pour passer de l'allemand au russe, avec une date limite fixée au 1er janvier 1895. Dans le but d'améliorer sa pratique du russe, Molien est envoyé à Moscou pour l'année 1892.

### Carrière à Tomsk
Ce n'est qu'en décembre 1900 que Molien obtient un poste de professeur, non pas à Dorpat mais dans le nouvel Institut technologique de Tomsk, en Sibérie. Il devient ainsi le premier professeur de mathématiques de Sibérie... Il reçoit la tâche d’organiser l’enseignement des mathématiques dans l’institut. À Tomsk, en plus de donner des cours d'analyse et d'équations différentielles, il écrit des manuels et des recueils d'exercices sur ces sujets et met en place une bibliothèque mathématique à l'institut.
Connu pour ses opinions politiques contestataires, il est écarté de son poste en 1913. À partir de 1914, Molien enseigne dans les cours supérieurs sibériens pour femmes à Tomsk. En 1917, lorsque la faculté de physique et de mathématiques est ouverte à l'université d'État de Tomsk, il y obtient une chaire et y reste jusqu'à sa mort, le 25 décembre 1941.
Ainsi, Molien passe quarante-et-un ans de sa vie à Tomsk. Au plan scientifique, ces années ne sont pas aussi fructueuses que les années précédentes.
Il reçoit le titre de « travailleur scientifique honoré ».

## Mémoires universitaires
- Bahn des Cometen 1880 III (mémoire de licence), Astron. Nachr. Bd. 105, No. 2519.
- Ueber die lineare Transformation der elliptischen Functionen: eine zur Erlangung des Grades eines Magisters der Mathematik der physico-mathematischen Facultät der Kaiserlichen Universität Dorpat (mémoire de maîtrise), Tartu, 1885, 23 p.
- Ueber Systeme höherer complexer Zahlen: eine behufs Erlangung des Grades eines Doctors der reinen Mathematik der physico-mathematischen Fakultät der Kaiserl. Universität Dorpat (thèse de doctorat), Tartu, 1892. (full text)

## Autres intérêts
Molien s'intéresse aux échecs. En 1897-1898, il entretient une correspondance avec un important joueur d'échecs russe, Mikhaïl Tchigorine. Lui-même est l'un des plus forts joueurs d'échecs de Dorpat et est particulièrement connu pour son jeu les yeux bandés. Il est président du club d'échecs de Dorpat et plusieurs de ses parties sont publiées dans la revue d'échecs Baltische Schachblätter (éditée par Friedrich Amelung).
En 1898, Molien publie quatre études sur les échecs. Auparavant, il a publié un article intitulé « Sur la théorie de l'attribution des prix dans les tournois » en 1895.
Molien a également des capacités extraordinaires pour les langues. Il connaît l'allemand, l'estonien, le français et le suédois avant d'entrer au lycée, où il apprend le grec, l'hébreu, le latin, l'anglais et l'italien. Plus tard, il apprend l'espagnol, le portugais, le néerlandais et le norvégien.